# María Dolores Galovart Carrera
María Dolores Galovart Carrera (Huelva, 5 de gener de 1955) és una jutgessa i política espanyola, diputada pel PSdG al Congrés durant les XI i XII legislatures.

## Biografia
Llicenciada en Dret per la Universitat de Santiago de Compostel·la, va exercir com a magistrada a Ferrol i Puenteareas, abans d'assumir la seva posició com a jutgessa especialitzada en casos de família en els jutjats de Vigo. Entre 2005 i 2012 va ser vicevaledora do Pobo a Galícia. En 2014 va ser nomenada Viguesa Distingida. Va encapçalar la llista del PSOE per Pontevedra en les eleccions de 2015 i 2016, sent triada diputada al Congrés.